# Alegeri legislative în Italia, 1996
Timpuriile alegeri generale naționale au avut loc în Italia în 21 aprilie 1996 pentru a alege membrii Camera Deputaților, Italia și Senatul Italian|Senatul Republicii. "Arborele de măsline" lider Romano Prodi a câștigat alegerile, restrictiv învingându-l pe Silvio Berlusconi, care a condus Casa Libertăților|Polul Libertăților.
Pentru alegeri, Liga Nordului (Italia) | Liga de Nord a lui Umberto Bossi a alergat singură, după ce a părăsit guvernul Berlusconi în 1994, provocând o criză care a condus Președintele Oscar Luigi Scalfaro de a desemna un cabinet tehnocratic(birocratic) condus de Lamberto Dini, care, la rândul său, a pierdut sprijinul parlamentar în 1995, forțându-l pe Scalfaro să dizolve Parlamentul Italian. Partidul Comunist Reformist (Italia) , condus de Fausto Bertinotti, a făcut loc o alianță pre-electorală cu Olive Tree, prezentarea candidaților proprii, susținute de coaliția lui Prodi, în principal, în unele circumscripții în condiții de siguranță de stânga, în schimb pentru susținerea candidaților Olive Tree, și de a asigura sprijin extern pentru un guvern Prodi.

## Sistemul electoral
Sistem complicat electoral din Italia, poreclit ca Mattarellum (după Sergio Mattarella, care a fost susținător oficial), cu condiția ca 75% din locuri în Camera Deputaților (Camera Inferioară) aleși de către sistemul first-past-the-post first-past-the-post, în timp ce restul de 25% a fost repartizat pe o reprezentare proporțională cu un prag minim de 4%.
Dacă este posibil, asociată metoda pe Senat a fost chiar mai complicat: 75% din locurile prin metoda uninominal, și 25% printr-o metodă proporțională specială care a atribuit efectivul de locuri rămase partidelor minoritare.

## Rezultate

### Camera Deputaților
| Coaliție                                                                          | Coaliție                                                     | Rezultate  | Rezultate  | Rezultate  | Rezultate                           | Rezultate          | Rezultate          | Rezultate          | Rezultate          | Rezultate |
| Coaliție                                                                          | Coaliție                                                     | Uninominal | Uninominal | Uninominal | Proportional                        | Proportional       | Proportional       | Proportional       | Proportional       | Total     |
| --------------------------------------------------------------------------------- | ------------------------------------------------------------ | ---------- | ---------- | ---------- | ----------------------------------- | ------------------ | ------------------ | ------------------ | ------------------ | --------- |
| Coaliție                                                                          | Coaliție                                                     | Voturi     | %          | Locuri     | Partidul Coaliției                  | Partidul Coaliției | Partidul Coaliției | Partidul Coaliției | Partidul Coaliției | Locuri    |
| Coaliție                                                                          | Coaliție                                                     | Voturi     | %          | Locuri     | Partid                              | Voturi             | %                  | Locuri             | Total              | Locuri    |
|                                                                                   | The Olive Tree (coaliție politică)                           | 15,758,981 | 45.4%      | 247        | Partidul Democrat de Stânga         | 7,894,118          | 21.1%              | 26                 | 38                 | 285       |
| rowspan="1" align="left"                                                          | The Olive Tree (coaliție politică)                           | 15,758,981 | 45.4%      | 247        | Partidul Democrat de Stânga         | 2,554,072          | 6.8%               | 4                  | 38                 | 285       |
| Lamberto Dini Lista ,Reînnoirea Italiană \| Socialiști italieni \| Semnele Pactul | The Olive Tree (coaliție politică)                           | 15,758,981 | 45.4%      | 247        | Partidul Democrat de Stânga         | 1,627,380          | 4.3%               | 8                  | 38                 | 285       |
| Federația Verzilor                                                                | The Olive Tree (coaliție politică)                           | 15,758,981 | 45.4%      | 247        | Partidul Democrat de Stânga         | 938,665            | 2.5%               | -                  | 38                 | 285       |
|                                                                                   | Polul Libertăților                                           | 15,027,030 | 43.2%      | 169        | Forța Italiei                       | 7,712,149          | 20.6%              | 37                 | 77                 | 246       |
| Alianța Națională (Italia)                                                        | Polul Libertăților                                           | 15,027,030 | 43.2%      | 169        | 5,870,491                           | 15.7%              | 28                 |                    | 77                 | 246       |
| Centru Crestin Democratic CCD - Creștin Democratic Unit \| CDU                    | Polul Libertăților                                           | 15,027,030 | 43.2%      | 169        | 2,189,563                           | 5.8%               | 12                 |                    | 77                 | 246       |
|                                                                                   | Liga Nordului (Italia)                                       | 4,038,239  | 10.8%      | 39         | Liga Nordului (Italia)              | 3,776,354          | 10.1%              | 20                 | 20                 | 59        |
|                                                                                   | Partidul Comunist Reformist Prezentat în sine caprogresiștii | 1,000,501  | 2.7%       | 15         | Partidul Comunist Reformist(Italia) | 3,213,748          | 8.6%               | 20                 | 20                 | 35        |
|                                                                                   | Partidul Popular al Tirolului de Sud                         | 156,708    | 1.0%       | 3          | -                                   | -                  | -                  | -                  | -                  | 3         |
|                                                                                   | Uniuniea Valdotaniană\| Valle d'Aosta                        | 37,431     | 0.1%       | 1          | -                                   | -                  | -                  | -                  | -                  | 1         |
|                                                                                   | Liga acțiunii de Sud                                         | 82,373     | 0.2%       | 1          | Liga Acțiunii de Sud                | 72,062             | 0.2%               | -                  | -                  | 1         |
|                                                                                   | Lista Pannella-Sgarbi                                        | 69,406     | 0.2%       | -          | Lista Pannella-Sgarbi               | 702,988            | 1.9%               | -                  | -                  | -         |
|                                                                                   | Flacăra Tricolorulu                                          | 624,558    | 1.7%       | -          | Flacăra Tricolorului                | 339,351            | 0.9%               | -                  | -                  | -         |
|                                                                                   | Națiune, Sardinia                                            | 42,245     | 0.1%       | -          | Națiune, Sardinia                   | 23,355             | 0.1%               | -                  | -                  | -         |
|                                                                                   | Altele                                                       | 502,463    | 1.3%       | -          | -                                   | 570,102            | 1.3%               | -                  | -                  | -         |

### Senatul Republicii
| Coaliție | Coaliție                                                                | Results    | Results    | Results    | Results      | Results |
| Coaliție | Coaliție                                                                | Uninominal | Uninominal | Uninominal | Proportional | Total   |
| -------- | ----------------------------------------------------------------------- | ---------- | ---------- | ---------- | ------------ | ------- |
| Coaliție | Coaliție                                                                | Votes      | %          | Seats      | Seats        | Seats   |
|          | Olive Tree                                                              | 13,444,977 | 41.2%      | 134        | 23           | 157     |
|          | Polul Libertăților                                                      | 12,185,020 | 37.3%      | 67         | 49           | 116     |
|          | Liga de Nord                                                            | 3,394,733  | 10.4%      | 18         | 9            | 27      |
|          | Partidul Comunist Reformist Prezentat în sine caAlianța progresistă "\| | 940,655    | 2.9%       | 10         | -            | 10      |
|          | Partidul tirolez al oamenilor de Sud                                    | 178,425    | 0.5%       | 2          | -            | 2       |
|          | Flacăra Tricolorului                                                    | 747,487    | 2.3%       | -          | 1            | 1       |
|          | Lista Pannella-Sgarbi                                                   | 509,826    | 1.6%       | -          | 1            | 1       |
|          | Uniunea Valdotaniană\|Vallée d'Aoste                                    | 29,538     | 0.1%       | 1          | -            | 1       |
|          | Altele                                                                  | 1,193,923  | 3.7%       | -          | -            | -       |

### Ambele camere uninominal parte de regiune
| Regiune                      | Locuri după regiune        | Locuri după regiune        | Locuri după regiune        | Locuri după regiune                  | Locuri după regiune        | Locuri după regiune                 | Locuri după regiune                 | Locuri după regiune                 | Locuri după regiune                  | Locuri după regiune                 |
| Regiune                      | Camera Deputaților, Italia | Camera Deputaților, Italia | Camera Deputaților, Italia | Camera Deputaților, Italia           | Camera Deputaților, Italia | Senatul Italian\|Senatul Republicii | Senatul Italian\|Senatul Republicii | Senatul Italian\|Senatul Republicii | Senatul Italian\|Senatul Republicii  | Senatul Italian\|Senatul Republicii |
| Regiune                      | Casa Libertății            | Olive Tree                 | Liga Nordului (Italia)     | Partidul Comunist Reformist (Italia) | Other                      | Casa Libertățilot                   | Olive Tree                          | Liga Nordului (Italia)              | Partidul Comunist Reformist (Italia) | Altele                              |
| Piemont                      | 11                         | 23                         | 1                          | 1                                    | -                          | 5                                   | 10                                  | 1                                   | 1                                    | -                                   |
| Aosta Valley                 | -                          | -                          | -                          | -                                    | 1                          | -                                   | -                                   | -                                   | -                                    | 1                                   |
| Lombardia                    | 34                         | 19                         | 20                         | -                                    | -                          | 11                                  | 15                                  | 8                                   | 1                                    | -                                   |
| Trentino-Alto Adige/Südtirol | 1                          | 4                          | -                          | -                                    | 3                          | 2                                   | 2                                   | -                                   | -                                    | 2                                   |
| Veneto                       | 7                          | 14                         | 15                         | 1                                    | -                          | 1                                   | 8                                   | 8                                   | -                                    | -                                   |
| Friuli-Venezia Giulia        | 5                          | 2                          | 3                          | -                                    | -                          | 3                                   | 1                                   | 1                                   | -                                    | -                                   |
| Liguria                      | 4                          | 9                          | -                          | 1                                    | -                          | 2                                   | 3                                   | -                                   | 1                                    | -                                   |
| Emilia-Romagna               | 1                          | 28                         | -                          | 3                                    | -                          | -                                   | 13                                  | -                                   | 2                                    | -                                   |
| Toscana                      | 1                          | 24                         | -                          | 4                                    | -                          | -                                   | 12                                  | -                                   | 2                                    | -                                   |
| Umbria                       | -                          | 6                          | -                          | 1                                    | -                          | -                                   | 4                                   | -                                   | 1                                    | -                                   |
| Marche                       | 1                          | 9                          | -                          | 2                                    | -                          | -                                   | 6                                   | -                                   | -                                    | -                                   |
| Latium                       | 16                         | 27                         | -                          | -                                    | -                          | 8                                   | 13                                  | -                                   | -                                    | -                                   |
| Abruzzo                      | 5                          | 6                          | -                          | -                                    | -                          | 1                                   | 4                                   | -                                   | -                                    | -                                   |
| Molise                       | 1                          | 2                          | -                          | -                                    | -                          | -                                   | 2                                   | -                                   | -                                    | -                                   |
| Campania                     | 21                         | 25                         | -                          | 1                                    | -                          | 7                                   | 13                                  | -                                   | 2                                    | -                                   |
| Apulia                       | 17                         | 16                         | -                          | -                                    | 1                          | 9                                   | 7                                   | -                                   | -                                    | -                                   |
| Basilicata                   | 1                          | 4                          | -                          | -                                    | -                          | -                                   | 5                                   | -                                   | -                                    | -                                   |
| Calabria                     | 6                          | 11                         | -                          | -                                    | -                          | 4                                   | 4                                   | -                                   | -                                    | -                                   |
| Sicilia                      | 31                         | 10                         | -                          | -                                    | -                          | 13                                  | 7                                   | -                                   | -                                    | -                                   |
| Sardinia                     | 6                          | 7                          | -                          | 1                                    | -                          | 1                                   | 5                                   | -                                   | -                                    | -                                   |
| ---------------------------- | -------------------------- | -------------------------- | -------------------------- | ------------------------------------ | -------------------------- | ----------------------------------- | ----------------------------------- | ----------------------------------- | ------------------------------------ | ----------------------------------- |